# The Boat Race 2003
La 149e Boat Race a eu lieu le 6 avril 2003. Organisée chaque année, la Boat Race est une course d'aviron côte à côte entre des équipages des universités d'Oxford et de Cambridge sur une étendue de marée de la Tamise au sud-ouest de Londres. L’avance a changé deux fois au cours de la course, et c'est Oxford qui a gagné d’un pied (30,48 centimètres), la plus petite marge de victoire de l'histoire de l'événement. La course serrée a été décrite comme « épique », tandis que le multiple médaillé d'or olympique Steve Redgrave a suggéré que la course était « la plus grande que nous verrons de notre vivant ». 
Arbitrée par le vétéran des régates d'aviron Boris Rankov, la course de 2003 a été la première à être programmée un dimanche. À la suite d'une collision entre le bateau de Cambridge et une chaloupe, un membre de l'équipage de Cambridge a été remplacé deux jours seulement avant la course. Ce fut la première course de bateaux a présenter deux fratries dans chacune des deux équipes. Dans la course de la réserve, Goldie (en), surnom du deuxième bateau de Cambridge, a battu  Isis, surnom de celui d'Oxford. La course féminine est remportée par Oxford.

## Contexte

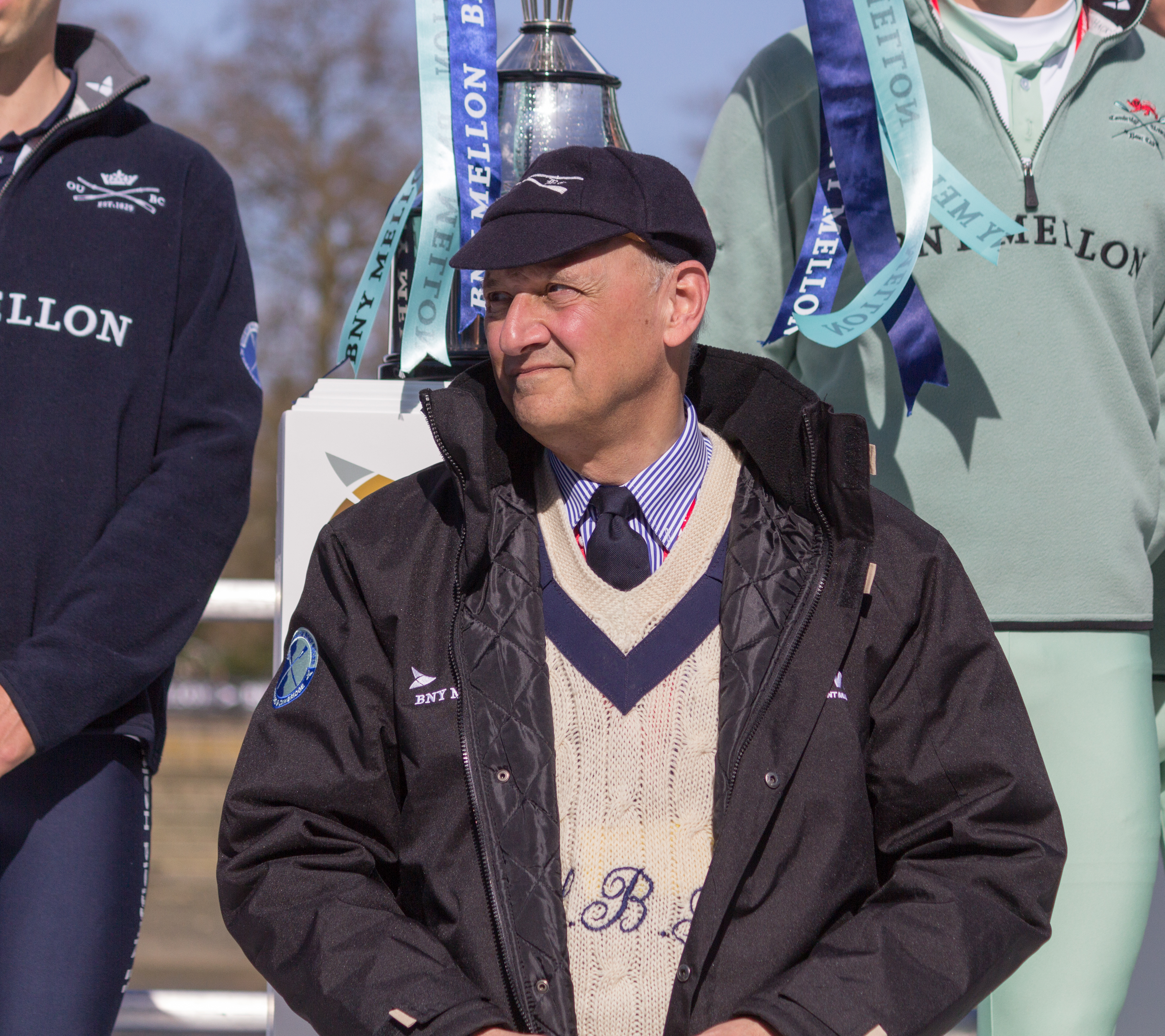
Boris Rankov, ici en 2015, était l'arbitre de la course.

La Boat Race est une compétition d'aviron côte à côte entre l'université d'Oxford (parfois appelée « Dark Blues ») et l'université de Cambridge (parfois appelée « Light Blues »). Tenue pour la première fois en 1829, la course se déroule sur Championship Course, entre Putney et Mortlake sur la Tamise au sud-ouest de Londres. La rivalité est un point d'honneur majeur entre les deux universités ; il est suivi dans tout le Royaume-Uni et diffusé dans le monde entier,. 
Le bateau d'Oxford est le tenant du titre après sa victoire lors de la course de l'année précédente sur trois quarts de longueur. Cambridge domine alors le classement général avec 77 victoires contre 70 à Oxford (à l'exclusion de la « chaleur morte d'Oxford de cinq pieds » de 1877),. La course a été parrainée par Aberdeen Asset Management pour la quatrième année consécutive et a été la première à être programmée un dimanche afin d'éviter un affrontement avec la retransmission télévisée en direct du Grand National, course hippique de steeple-chase. Bien que la course de 1984 ait eu lieu un dimanche, elle avait été reportée du samedi à la suite d'une collision entre le bateau de Cambridge et une péniche. 
La première édition féminine (en) a eu lieu en 1927, mais n'est devenue un événement annuel que dans les années 1960. Jusqu'en 2014, le concours était organisé dans le cadre des courses de bateaux Henley, mais à partir de la course de 2015, il se déroule sur la Tamise, le même jour que les courses principales réservées aux hommes. La course de réserve, disputée entre le bateau Isis d'Oxford et le bateau Goldie de Cambridge, existe depuis 1965. Il a généralement lieu sur le Tideway, avant la course principale de bateaux.

## Participants
L'arbitre de la course était l'ancien rameur d'Oxford Boris Rankov, qui avait représenté les Dark Blues à six reprises entre 1978 et 1983. Cambridge a été entraîné par Robin Williams (pour la neuvième fois ) tandis que l'entraîneur d'Oxford était Sean Bowden aidé par le conseiller en matière de barrage Dan Topolski. 
Wayne Pommen, l' arc de Cambridge de premier choix, a été blessé deux jours avant la course, se fracturant le poignet à la suite d'une collision à grande vitesse avec le lancement du capitaine du port lors d'un départ d'entraînement. Matthias Kleinz a été touché à la tête mais n'a pas eu besoin de soins médicaux. Le numéro sept de Cambridge, James Livingston, a déclaré : « Pendant quelques secondes, j'ai cru que j'allais mourir. Nous allions à fond et tout à coup j'ai entendu la voix de Jim. Je n'ai jamais entendu autant de peur dans la voix de qui que ce soit auparavant ». Pommen était circonspect : « Quelques-uns d'entre nous se sentaient très chanceux la nuit dernière ... en même temps, c'était très frustrant et décevant ... mais ça ne servait à rien de bouder dans le coin ». Trois rames ont été détruites et deux gréeurs pliés ; le bateau a été envoyé à Weybridge pour être réparé. Pommen a été remplacé par Ben Smith, frère du coup d'Oxford Matthew. Depuis la course de 1979, il n'y avait pas eu de changement aussi tardif dans la composition d'un équipage. Avec James et David Livingston, c'était la première fois dans l'histoire de la course de bateaux que deux paires de frères s'affrontaient. 
La pesée officielle a eu lieu le 1er avril au London Eye . L'équipage de Cambridge avait un avantage de 7 kg par membre, représentant la plus grande disparité entre les équipages depuis l' événement de 1990 et l'équipage bleu foncé le plus léger depuis la course de 1975 . Oxford était considéré comme un « outsider » de la course,. L'équipage de Cambridge avait en moyenne 23 ans, tandis que l'équipage d'Oxford en avait 21 en moyenne. L'équipage d'Oxford comprenait sept Britanniques, un Australien et un Canadien, tandis que l'équipage de Cambridge était composé de quatre Britanniques, deux Américains, deux Allemands et un Australien,. Tim Wooge de Cambridge, 30 ans et qui participe à sa troisième édition, a été le premier président allemand du Cambridge University Boat Club et l'homme le plus lourd de la course. Son homologue Matthew Smith participait à sa quatrième édition. Robin Bourne-Taylor, Basil Dixon et Matt Smith avaient ramé pour Oxford lors de la course de 2002, tandis que James Livingston est le seul rameur de Cambridge déjà présent lors de l'année précédente. 
| Place                                                                                      | Oxford              | Oxford      | Oxford | Oxford         | Oxford | Oxford         | Cambridge                | Cambridge   | Cambridge | Cambridge      | Cambridge | Cambridge          |
| Place                                                                                      | Nom                 | Nationalité | Age    | Taille         | Poids  | College        | Nom                      | Nationalité | Age       | Taille         | Poids     | College            |
| ------------------------------------------------------------------------------------------ | ------------------- | ----------- | ------ | -------------- | ------ | -------------- | ------------------------ | ----------- | --------- | -------------- | --------- | ------------------ |
| Proue                                                                                      | John Adams          | Britannique | 20     | 6′ 4″ (1,93 m) | 83 kg  | University     | Ben Smith‡               | Britannique | 19        | 6′ 3″ (1,91 m) | 85 kg     | Trinity Hall       |
| 2                                                                                          | Basil Dixon         | Britannique | 21     | 6′ 2″ (1,88 m) | 93 kg  | Pembroke       | Kristopher Coventry      | Australien  | 25        | 6′ 5″ (1,96 m) | 89 kg     | Queens'            |
| 3                                                                                          | Samuel McLennan     | Australien  | 23     | 6′ 2″ (1,88 m) | 90 kg  | Corpus Christi | Hugo Mallinson           | Américain   | 23        | 6′ 5″ (1,96 m) | 96 kg     | St Catharine's     |
| 4                                                                                          | David Livingston    | Britannique | 19     | 6′ 7″ (2,01 m) | 92 kg  | Christ Church  | Matthias Kleinz          | Allemand    | 27        | 6′ 2″ (1,88 m) | 83 kg     | Gonville and Caius |
| 5                                                                                          | Robin Bourne-Taylor | Britannique | 21     | 6′ 3″ (1,91 m) | 87 kg  | Christ Church  | Alexander McGarel-Groves | Britannique | 22        | 6′ 6″ (1,98 m) | 97 kg     | Peterhouse         |
| 6                                                                                          | Scott Frandsen      | Canadien    | 22     | 6′ 1″ (1,85 m) | 82 kg  | St Edmund Hall | Tom James                | Britannique | 19        | 6′ 3″ (1,91 m) | 86 kg     | Trinity Hall       |
| 7                                                                                          | Henry Morris        | Britannique | 20     | 6′ 1″ (1,85 m) | 82 kg  | Magdalen       | James Livingston         | Britannique | 22        | 6′ 5″ (1,96 m) | 95 kg     | St Catharine's     |
| Nage (ou chef de nage)                                                                     | Matthew Smith (P)   | Britannique | 20     | 6′ 1″ (1,85 m) | 81 kg  | St Anne's      | Tim Wooge (P)            | Allemand    | 30        | 6′ 7″ (2,01 m) | 100 kg    | Peterhouse         |
| Barreur                                                                                    | Acer Nethercott     | Britannique | 25     | 5′ 8″ (1,73 m) | 55 kg  | University     | James Omartian           | Américain   | 23        | 5′ 6″ (1,68 m) | 55 kg     | St Catharine's     |
| - ‡ : Ben Smith remplace Wayne Pommen deux jours avant la course - (P) : Président du club |                     |             |        |                |        |                |                          |             |           |                |           |                    |

## Course

Parcours de la course.

Cambridge a remporté le tirage au sort et le président du Light Blue Boat Club, Tim Wooge, a été clair : « Cambridge choisit Surrey ». Cambridge a choisi de partir de la rive sud (le « côté Surrey ») de la Tamise, en remettant le côté nord de la rivière (le « côté Middlesex ») à Oxford. Au moment de la course, les conditions étaient couvertes et venteuses. Oxford a pris les devants avec un taux de coups légèrement plus élevé que Cambridge, les deux barreurs ayant été avertis par l'arbitre d'éviter un affrontement. Au Mile Post, les Dark Blues avaient une demi-seconde d'avance. Cinq minutes après le début de la course, Oxford, avec un tiers de longueur d'avance, a de nouveau été averti par l'arbitre et s'est éloigné de la ligne de course, et après une série d'affrontements d'avirons, a permis à Cambridge de prendre la tête, atteignant Hammersmith Bridge avec une seconde d'avance. Oxford a continué à rester en contact de son adversaire le long du long virage central du parcours, en direction des marches de Chiswick, et a repris la tête à l'approche de Barnes Bridge alors que le parcours recourbait en leur faveur. Avec une longueur d'avance de trois quarts à Barnes, Oxford a commencé à s'affaiblir et Cambridge a récupéré au tiers de la longueur. À chaque coup, le bateau Cambridge gagnait sur Oxford, les contraignant à un « sprint final », mais les Dark Blues franchissaient le poteau d'arrivée à 1 pieds (30,48 cm) devant, la marge gagnante la plus étroite de l'histoire de la course. 

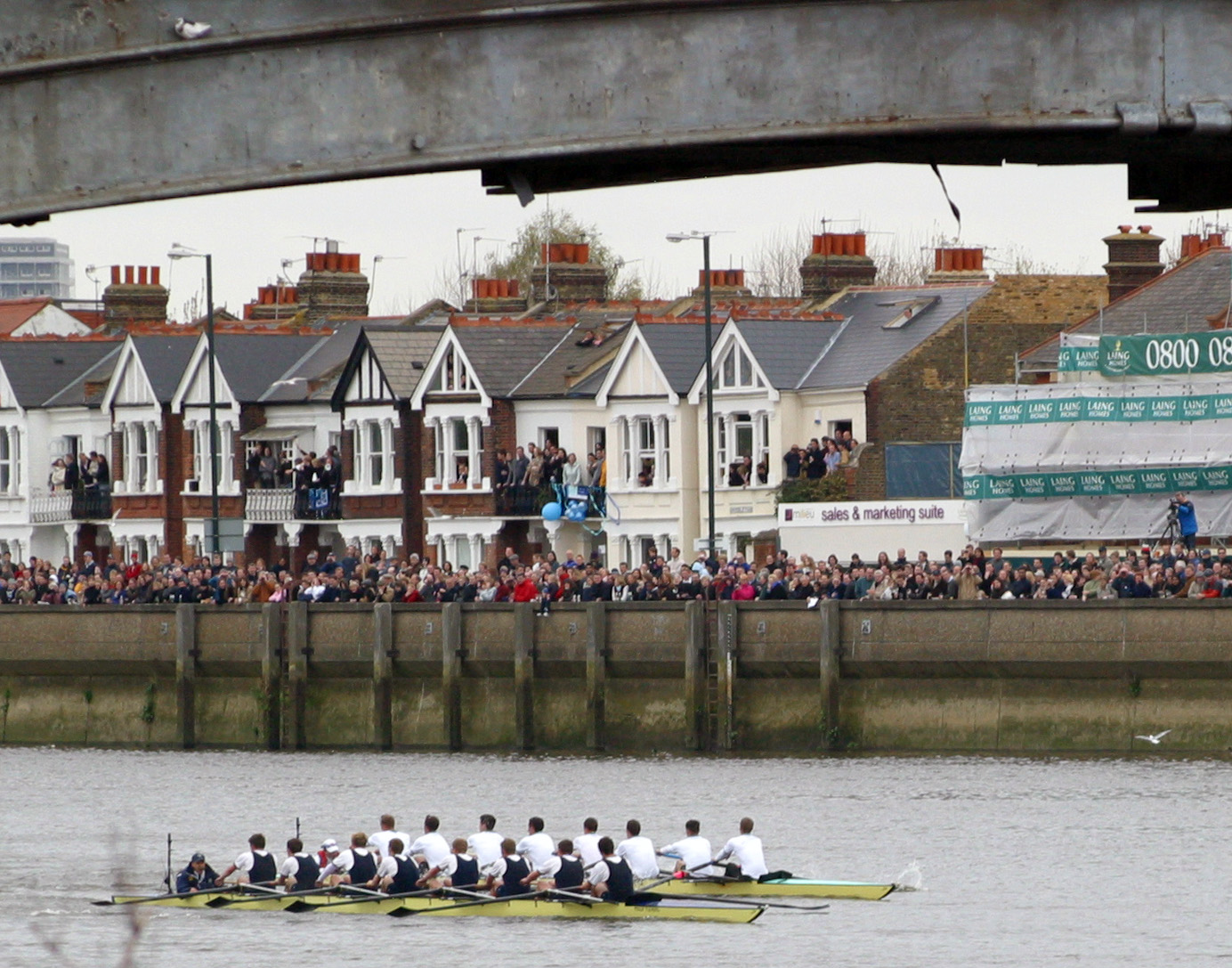
Le bateau d'Oxford (rameurs en bleu foncé) détient une avance étroite à l'approche des équipages du pont de Barnes.

Oxford a terminé avec un temps de 18 minutes 6 secondes. Rankov n'a pas annoncé le résultat dans un premier temps, il a plutôt « écarté les bras et haussé les épaules ». Le résultat a été confirmé à Rankov par le juge d'arrivée Ben Kent, la marge gagnante étant d'environ 0,05 secondes, et annoncé aux équipages par Rankov sous Chiswick Bridge : « Un pied pour Oxford ». James Livingston a écrit de lui-même à l'arrivée : « les yeux s'écarquillent et se gonflent d'horreur. Notre désolation est totale ».
C'était la première fois qu'un équipage remportait la course avec un déficit de plus d'une stone (6,4 kg) par homme. C'était la troisième victoire d'Oxford au cours des quatre années précédentes ; cela porte le bilan global à 77–71 en faveur de Cambridge. À l'arrivée, conformément à la tradition, l'équipage d'Oxford célèbre sa victoire en jetant à l'eau son barreur, Acer Nethercott.
Dans la course de réserve, le bateau Goldie de Cambridge a battu Isis, celui d'Oxford de neuf longueurs en un temps de 18 minutes 4 secondes, deux secondes plus rapides que le bateau bleu, enregistrant leur quatrième victoire consécutive et leur sixième en sept ans. Plus tôt, Oxford a remporté la 58e course féminine en 6 minutes 35 secondes, trois longueurs et demi d'avance sur leurs adversaires. C'était leur deuxième victoire consécutive et portait le résultat global à 38 à 20 en faveur de Cambridge,.
Le président de l'Université d'Oxford et chef de nage Matthew Smith, a déclaré : « C'est fantastique et je pense qu'il faudra un certain temps pour surmonter ce sentiment ». Il a ajouté : « Nous avons un groupe impressionnant de gars dans cette équipe ... mais j'ai un tel respect pour Cambridge ... avec un équipage plus léger, nous avons renversé le plus grand déficit de poids de l'histoire, ». Nethercott a déclaré : « Je pensais vraiment que nous avions perdu. En l'espace de quelques secondes, je suis passé du point le plus bas de ma vie à une extase absolue et débridée ». Le rameur de Cambridge James Livingston a déclaré : « C'était la pire marge à perdre. Je souhaite juste pouvoir arrêter de perdre ces courses épiques » tandis que l'entraîneur de Cambridge Williams a décrit la défaite comme un « coup au cœur ». Wooge était déçu : « J'ai retiré mon chapeau à Oxford, c'était une course incroyable ». Rankov a révélé plus tard « C'est le plus dur que j'ai jamais eu à travailler dans une situation d'arbitrage ».
Le quintuple médaillé d'or olympique Steve Redgrave, qui a remis le trophée au président victorieux, Matthew Smith, a déclaré à propos de la course : « Souvenez-vous de cette course et accrochez-vous à la mémoire, car ce sera la plus grande que nous verrons dans aucune de nos vies ». On estime que 400 millions de personnes dans le monde ont regardé l'événement à la télévision avec plus de 5 millions de téléspectateurs regardent sur BBC One au Royaume-Uni. La course est racontée dans le livre Blood Over Water, écrit par les frères opposés James et David Livingston.
Martin Cross, écrivant dans The Guardian, a déclaré que la course a fourni « une fin palpitante et un regain d'intérêt du public », Christopher Dodd dans The Independent a qualifié la course de « formidable, une lutte titanesque de volonté », tandis que Rachel Quarrell du Daily Telegraph a déclaré la victoire d'Oxford «épique» et a suggéré qu '«il n'y aura jamais de meilleure course de bateaux». Simon Barnes du Times a décrit la finition : « À la ligne d'arrivée, le pompon de la proue d'Oxford était à quelques centimètres devant, une seconde plus tard, à quelques centimètres derrière. Si la ligne était venue avec l'achèvement plutôt que le début du dernier coup de Cambridge, le résultat serait allé dans l'autre sens ». L'auteur et journaliste Christopher Dodd, écrivant dans Rowing News, a résumé la course comme « incroyable » et « une lutte titanesque de volontés ».